# Линейная древесность
Линейная древесность неориентированного графа — это наименьшее число линейных лесов, на которые может быть разбит граф. Здесь линейный лес — это ациклический граф с максимальной степенью два, то есть дизъюнктное объединение путей.
Линейная древесность графа {\displaystyle G} с максимальной степенью {\displaystyle \Delta } всегда не меньше {\displaystyle \lceil \Delta /2\rceil }, поскольку каждый линейный лес может использовать только два из рёбер вершины максимальной степени. Гипотеза о линейной древесности Акиямы, Экзоо и Харари утверждает, чта это нижняя граница точна. Согласно этой гипотезе любой граф имеет линейную древесность, не превосходящую {\displaystyle \lceil (\Delta +1)/2\rceil }. Однако гипотеза остаётся недоказанной, и лучшая доказанная верхняя грань линейной древесности несколько выше,
{\displaystyle \Delta /2+O(\Delta ^{2/3-c})} с некоторой константой {\displaystyle c>0} (согласно Ферберу, Фоксу и Джейну).
В регулярном графе линейная древесность не может быть равна {\displaystyle \Delta /2}, поскольку конечные точки любого пути в одном из линейных лесов не могут иметь две смежные вершины, использованные в этом лесе. Поэтому, для регулярных графов, из гипотезы о линейной древесности следует, что линейная древесность в точности равна {\displaystyle \lceil (\Delta +1)/2\rceil }.
Линейная древесность является вариацией древесности графа, минимального числа лесов, на которые могут быть разбиты рёбра графа. Исследовалась также линейная k-древесность, вариант линейной древесности, в которой любой путь в линейном лесе может иметь не более k рёбер.
В отличие от древесности, которая может быть установлена за полиномиальное время, задача установления линейной древесности  NP-трудна. Даже распознавание графов с линейной древесностью два является NP-полной задачей. Однако для кубических графов и других графов с максимальной степенью три линейная древесность всегда равна двум, а разложение на два линейных леса может быть найдено за линейное время с помощью алгоритма, основанного на поиске в глубину.